# 鄭永成
鄭永成（1973年9月29日—），印尼華裔羽毛球運動員，出生於印尼雅加達，前印尼國家羽毛球隊隊員，在印尼爆發排華事件之後轉往臺灣繼續運動員生涯。2001年轉行擔任羽毛球教練，現為國立基隆高中羽毛球代表隊及亞柏羽球隊教練，至今已培養出多位臺灣知名羽毛球選手。畢業於國立體育大學運動競技研究所。

## 早年
鄭永成的爺爺是上海人，後來因為生意而移民到印尼，並且曾經是印尼的羽毛球代理商。鄭永成一共有三個兄弟，從他九歲開始，作為羽毛球業餘愛好者的父親會帶著他們到當地的俱樂部打球，並希望他們將來能夠成為職業運動員，最後他的三個兄弟分別去國外念書和幫忙家中生意，只有鄭永成堅持下來。
鄭永成曾經待過「Gaya Cerdas」和「針記」兩家羽毛球俱樂部，在俱樂部時曾受紀明發、梁海量等知名退役選手指導，奠定其羽毛球技術的基礎。小學六年級時，鄭永成即在分齡比賽獲得北部地區單打第一名而獲得參加全國比賽的資格，最終在全國賽中獲得總排名第一的成績。國中時期亦曾取得北區單打第一名。之後，鄭永成在多次取得高中組比賽冠軍後入選印尼國家隊:72-75。

## 選手生涯

### 印尼國家隊
在進入印尼國家隊初期，鄭永成一直是以男子單打為主，並曾在荷蘭及德國的青少年賽事獲得第二名及第一名，也因此令他得以在高二就進入國家隊一軍:75。後來，鄭永成在一次比賽臨時替補一位因為生病而無法上場的男雙選手，並在最後闖入四強，教練因此建議他轉打男雙。考慮到男子雙打對運動員體能的要求比較小，訓練的負擔也會比較輕，鄭永成的父親為了讓他有時間可以完成大學學業，而支持他轉為男雙運動員。
1993年至1997年間，鄭永成曾先後與多名選手搭檔出戰國際賽，最後他與吳俊明搭檔參加國際賽事，曾經贏得1997年波蘭羽毛球國際賽和1997年法國羽毛球公開賽男雙冠軍，而鄭永成與吳俊明的世界排名最高曾達到第4位。

### 前往台灣
1998年，印尼爆發黑色五月暴動，鄭永成為了尋找一個能夠穩定發展的環境，加上當時合作金庫的積極邀請且對臺灣印象不錯，而以讀書為理由離開印尼國家隊。1999年，鄭永成轉為代表「中華台北」出戰國際賽事，並與臺灣本地選手李維仁搭檔，兩人的世界排名也在雪梨奧運會前夕來到搭檔以來最高的第8位，為當時臺灣選手有史以來的最佳排名。
然而在奧運會前夕，因為行政部門與各個組織間的協調出現問題，最後導致鄭永成無法出戰該屆奧運羽毛球比賽:80。在雪梨奧運會結束後，世界排名積分也因為出國參賽經費被刪減因此持續下降，在參加奧運的夢想越來越難以企及的情況下，鄭永成選擇退役並轉行擔任教練。

## 執教
鄭永成參加奧運無望後，決意全心投身羽毛球教練工作，希望能將自己的技術傳承給下一代，培育出國際級選手。鄭永成最初在合作金庫羽球隊擔任教練，也同時在喬治工商、高雄中學執教。與合庫解約後，鄭永成從2001年開始擔任基隆高中羽球隊教練，帶隊第二個月即有選手晉升甲組，第二年帶領基隆高中贏得全國青少年羽球錦標賽高中組男子團體冠軍，並陸續培養出許多甲組選手:83。
在執教展現成效之後，鄭永成曾在2005年受土地銀行羽球隊外聘為男雙教練，並在該年協助土銀選手奪得睽違四年的全國羽球羽球排名賽男雙冠軍，最後因為執教方式差異而只待了六個月就離開。之後也曾在國立師範大學和國立體育大學兩間有甲組羽球隊的學校執教，最後專心於基隆高中執教至今:84。因為基隆高中羽球隊成績優異，合庫羽球隊在2008年時與之簽約建教合作，每年贊助基中訓練經費及資助選手出國比賽:46，也曾於2014年加入亞柏羽球隊。
鄭永成在基隆高中擔任教練期間培養出多位台灣羽球好手，其中成績最好的包括曾經在2009年中華台北羽球公開賽奪得該項比賽自改制為公開賽以來第一組奪得男雙冠軍的台灣選手陳宏麟與林祐瑯、世界排名最高曾經達到第二位的男子單打選手周天成、男雙選手李洋、李哲輝、蘇敬恒，還有戴資穎的個人教練賴建誠，在高中期間皆是就讀基隆高中並接受鄭永成的指導。
2019年，鄭永成獲中華民國教育部頒發杏壇芬芳獎。

## 主要比賽成績
| 年份            | 賽事               | 項目            | 搭檔            | 成績            |
| 代表 印度尼西亞 | 代表 印度尼西亞    | 代表 印度尼西亞 | 代表 印度尼西亞 | 代表 印度尼西亞 |
| --------------- | ------------------ | --------------- | --------------- | --------------- |
| 1994年          | 汶萊羽毛球公開賽   | 男子雙打        | Cun Cun Haryono | 冠軍            |
| 1995年          | 汶萊羽毛球公開賽   | 男子雙打        | 佐戈·馬迪安托   | 準決賽          |
| 1996年          | 德國羽毛球公開賽   | 男子雙打        | Seng Kok Kiong  | 亞軍            |
| 1996年          | 汶萊羽毛球公開賽   | 男子雙打        | Seng Kok Kiong  | 準決賽          |
| 1996年          | 越南羽毛球公開賽   | 男子雙打        | 阿迪·蘇垂斯納   | 準決賽          |
| 1997年          | 波蘭羽毛球國際賽   | 男子雙打        | 吳俊明          | 冠軍            |
| 1997年          | 法國羽毛球公開賽   | 男子雙打        | 吳俊明          | 冠軍            |
| 1997年          | 世界羽毛球錦標賽   | 男子雙打        | 吳俊明          | 十六強          |
| 1997年          | 美國羽毛球公開賽   | 男子雙打        | 吳俊明          | 準決賽          |
| 代表 中華臺北   |                    |                 |                 |                 |
| 1998年          | 全英羽毛球公開賽   | 男子雙打        | 李維仁          | 八強            |
| 1999年          | 瑞士羽毛球公開賽   | 男子雙打        | 李維仁          | 八強            |
| 1999年          | 瑞典羽毛球公開賽   | 男子雙打        | 李維仁          | 準決賽          |
| 1999年          | 世界羽毛球錦標賽   | 男子雙打        | 李維仁          | 十六強          |
| 1999年          | 泰國羽毛球公開賽   | 男子雙打        | 李維仁          | 八強            |
| 2005年          | 中華台北羽球國際賽 | 男子雙打        | 李松遠          | 冠軍            |

## 個人生活
鄭永成在基隆高中擔任教練時認識現任妻子楊燕萍，兩人育有一對龍鳳胎，由鄭親自指導他們羽毛球。

## 節目專訪
| 年份   | 頻道           | 節目           | 備註   |
| ------ | -------------- | -------------- | ------ |
| 2015年 | TVBS           | 《台灣是我家》 | [ 13 ] |
| 2016年 | 民視           | 《在地真台灣》 | [ 14 ] |
| 2017年 | 大愛電視       | 《在台灣站起》 | [ 15 ] |
|        | 《幸福新民報》 | [ 16 ]         |        |
| 2018年 | 三立           | 《我們一家人》 | [ 17 ] |

## 腳註

### 備註
1. ↑  印尼比賽制度是從小學階段進行分齡比賽，並將印尼所有俱樂部或學校的代表選手分區進行選拔賽，在選拔賽中獲得前兩名才能代表各區參加總排名賽。
2. ↑  鄭永成當時在一所離國家隊訓練地很近的大學就讀。